# Silvio Pietroboni
Silvio Pietroboni   (Milà, 9 de març de 1904 - Cologno Monzese, 18 de febrer de 1987) fou un futbolista italià, que jugava com a migcampista, que va competir entre 1919 i 1934.
A nivell de clubs jugà a l'Inter de Milà, amb qui va guanyar la lliga italiana de 1929-1930; i al Gallaratese.
Amb la selecció nacional jugà 11 partits entre 1927 i 1929, en què marcà un gol. El 1928 va ser seleccionat per disputar els Jocs Olímpics d'Amsterdam, on l'equip italià guanyà la medalla de bronze en la competició de futbol. Guanyà la Copa Internacional d'Europa Central de 1927-1930.